# 以利沙使饼变多
以利沙使饼变多（義大利語：Eliseo moltiplica i pani）是意大利画家丁托列托的一幅布面油画，高370厘米，宽265厘米，绘制于1577年至1578年，现藏于威尼斯的圣罗格大会堂。
这一圣经场景将圣餐和善会资助穷人的中心任务联系在一起。